# Грузское (Конотопский район)
Грузское (укр. Грузьке) — село,
Гружчанский сельский совет,
Конотопский район,
Сумская область,
Украина.
Код КОАТУУ — 5922081901. Население по переписи 2001 года составляло 1395 человек.
Является административным центром Гружчанского сельского совета, в который, кроме того, входят сёла
Дубинка и
Кросна.

## Географическое положение
Село Грузское находится на берегу реки Кросна, которая через 4 км впадает в реку Езуч,
выше по течению примыкает село Землянка,
ниже по течению примыкает село Дубинка.
На реке несколько запруд.
Рядом проходят автомобильная дорога Т-1910 и
железная дорога, станции Зафатовка и Грузское.

## История
В 1691 году (7199 от сотворения мира) деревня Грузская обрела статус села в связи с постройкой Никольской церкви.
В ХІХ столетии село Грузское было центром Грузчанской волости Путивльского уезда Курской губернии.

## Экономика
- АПК «Конотоп».
- ЧП «Фортуна».
- ЧП «Агросвит».
- «Грузское», ООО.
- КСП «Дружба».

## Объекты социальной сферы
- Школы.
- Дом культуры.
- Фельдшерско-акушерский пункт.